# Filipe Lobo d’Ávila
Filipe Tiago de Melo Sobral Lobo d’Ávila (ur. 18 stycznia 1975 w Porto) – portugalski prawnik i polityk, poseł do Zgromadzenia Republiki, w latach 2011–2013 sekretarz stanu.

## Życiorys
Ukończył w 1999 prawo na Portugalskim Uniwersytecie Katolickim w Lizbonie, a w 2000 studia podyplomowe z nauk prawnych i administracyjnych na Uniwersytecie Lizbońskim. W 2002 uzyskał uprawnienia adwokata. Pracował jako doradca w Banco Português de Investimento, później do 2008 na dyrektorskich stanowiskach w ministerstwie sprawiedliwości. Działał w stowarzyszeniach związanych z arbitrażem i mediacją.
Dołączył do Centrum Demokratycznego i Społecznego – Partii Ludowej, wszedł w skład władz krajowych tego ugrupowania. W 2009 został wybrany w skład Zgromadzenia Republiki XI kadencji z dystryktu Santarém. W wyborach w 2011 i 2015 uzyskiwał reelekcję w tym samym okręgu.
Od 2011 do 2013 pełnił funkcję sekretarza stanu do spraw wewnętrznych i administracji. W 2018 zrezygnował z zasiadania w parlamencie, krytykując przywództwo w swoim ugrupowaniu.